# Kroneckerjev produkt
Kroneckerjev produkt (oznaka {\displaystyle \,\otimes \,}) je operacija, ki se izvaja na dveh matrikah poljubne velikosti, in daje bločno matriko. Kroneckerjevega produkta se ne sme zamenjevati z običajnim množenjem matrik. Kroneckerjev produkt daje matriko tenzorskega produkta.
Imenuje se po nemškem matematiku in logiku Leopoldu Kroneckerju (1823–1891), čeprav ni dokazov, da ga je prvi uporabljal.

## Definicija
Naj bo {\displaystyle A\,} matrika z razsežnostjo {\displaystyle m\times n\,} in naj bo {\displaystyle B\,} z razsežnostjo {\displaystyle p\times q\,}, potem je Kroneckerjev produkt {\displaystyle A\otimes B\,} bločna matrika z razsežnostjo {\displaystyle mp\times nq\,}:
{\displaystyle \mathbf {A} \otimes \mathbf {B} ={\begin{bmatrix}a_{11}B&\cdots &a_{1n}B\\\vdots &\ddots &\vdots \\a_{m1}B&\cdots &a_{mn}B\end{bmatrix}}.}.
Bolj točno je to enako:
{\displaystyle \mathbf {A} \otimes \mathbf {B} ={\begin{bmatrix}a_{11}b_{11}&a_{11}b_{12}&\cdots &a_{11}b_{1q}&\cdots &\cdots &a_{1n}b_{11}&a_{1n}b_{12}&\cdots &a_{1n}b_{1q}\\a_{11}b_{21}&a_{11}b_{22}&\cdots &a_{11}b_{2q}&\cdots &\cdots &a_{1n}b_{21}&a_{1n}b_{22}&\cdots &a_{1n}b_{2q}\\\vdots &\vdots &\ddots &\vdots &&&\vdots &\vdots &\ddots &\vdots \\a_{11}b_{p1}&a_{11}b_{p2}&\cdots &a_{11}b_{pq}&\cdots &\cdots &a_{1n}b_{p1}&a_{1n}b_{p2}&\cdots &a_{1n}b_{pq}\\\vdots &\vdots &&\vdots &\ddots &&\vdots &\vdots &&\vdots \\\vdots &\vdots &&\vdots &&\ddots &\vdots &\vdots &&\vdots \\a_{m1}b_{11}&a_{m1}b_{12}&\cdots &a_{m1}b_{1q}&\cdots &\cdots &a_{mn}b_{11}&a_{mn}b_{12}&\cdots &a_{mn}b_{1q}\\a_{m1}b_{21}&a_{m1}b_{22}&\cdots &a_{m1}b_{2q}&\cdots &\cdots &a_{mn}b_{21}&a_{mn}b_{22}&\cdots &a_{mn}b_{2q}\\\vdots &\vdots &\ddots &\vdots &&&\vdots &\vdots &\ddots &\vdots \\a_{m1}b_{p1}&a_{m1}b_{p2}&\cdots &a_{m1}b_{pq}&\cdots &\cdots &a_{mn}b_{p1}&a_{mn}b_{p2}&\cdots &a_{mn}b_{pq}\end{bmatrix}}}.
Če sta {\displaystyle A\,} in {\displaystyle B\,} linearni transformaciji {\displaystyle V_{1}\to W_{1}\,} in {\displaystyle V_{2}\to W_{2}\,}, potem je {\displaystyle A\otimes B\,} tenzorski produkt dveh preslikav {\displaystyle V_{1}\otimes W_{2}\to W_{1}\otimes W_{2}\,}.

## Zgledi
{\displaystyle {\begin{bmatrix}1&2\\3&4\end{bmatrix}}\otimes {\begin{bmatrix}5&6\\7&8\end{bmatrix}}={\begin{bmatrix}1\cdot {\begin{bmatrix}5&6\\7&8\end{bmatrix}}&2\cdot {\begin{bmatrix}5&6\\7&8\end{bmatrix}}\\\\3\cdot {\begin{bmatrix}5&6\\7&8\end{bmatrix}}&4\cdot {\begin{bmatrix}5&6\\7&8\end{bmatrix}}\end{bmatrix}}={\begin{bmatrix}5&6&10&12\\7&8&14&16\\15&18&20&24\\21&24&28&32\end{bmatrix}}}.
{\displaystyle {\begin{bmatrix}1&3&2\\1&0&0\\1&2&2\end{bmatrix}}\otimes {\begin{bmatrix}0&5\\5&0\\1&1\end{bmatrix}}={\begin{bmatrix}1\cdot {\begin{bmatrix}0&5\\5&0\\1&1\end{bmatrix}}&3\cdot {\begin{bmatrix}0&5\\5&0\\1&1\end{bmatrix}}&2\cdot {\begin{bmatrix}0&5\\5&0\\1&1\end{bmatrix}}\\\\1\cdot {\begin{bmatrix}0&5\\5&0\\1&1\end{bmatrix}}&0\cdot {\begin{bmatrix}0&5\\5&0\\1&1\end{bmatrix}}&0\cdot {\begin{bmatrix}0&5\\5&0\\1&1\end{bmatrix}}\\\\1\cdot {\begin{bmatrix}0&5\\5&0\\1&1\end{bmatrix}}&2\cdot {\begin{bmatrix}0&5\\5&0\\1&1\end{bmatrix}}&2\cdot {\begin{bmatrix}0&5\\5&0\\1&1\end{bmatrix}}\end{bmatrix}}={\begin{bmatrix}0&5&0&15&0&10\\5&0&15&0&10&0\\1&1&3&3&2&2\\0&5&0&0&0&0\\5&0&0&0&0&0\\1&1&0&0&0&0\\0&5&0&10&0&10\\5&0&10&0&10&0\\1&1&2&2&2&2\end{bmatrix}}}
{\displaystyle {\begin{bmatrix}1&2\\3&4\\\end{bmatrix}}\otimes {\begin{bmatrix}0&5\\6&7\\\end{bmatrix}}={\begin{bmatrix}1\cdot 0&1\cdot 5&2\cdot 0&2\cdot 5\\1\cdot 6&1\cdot 7&2\cdot 6&2\cdot 7\\3\cdot 0&3\cdot 5&4\cdot 0&4\cdot 5\\3\cdot 6&3\cdot 7&4\cdot 6&4\cdot 7\\\end{bmatrix}}={\begin{bmatrix}0&5&0&10\\6&7&12&14\\0&15&0&20\\18&21&24&28\end{bmatrix}}}.

## Lastnosti
Kroneckerjev produkt je posebni primer tenzorskega produkta:
- {\displaystyle \mathbf {A} \otimes (\mathbf {B} +\mathbf {C} )=\mathbf {A} \otimes \mathbf {B} +\mathbf {A} \otimes \mathbf {C} ,}
- {\displaystyle (\mathbf {A} +\mathbf {B} )\otimes \mathbf {C} =\mathbf {A} \otimes \mathbf {C} +\mathbf {B} \otimes \mathbf {C} ,}
- {\displaystyle (k\mathbf {A} )\otimes \mathbf {B} =\mathbf {A} \otimes (k\mathbf {B} )=k(\mathbf {A} \otimes \mathbf {B} ),}
- {\displaystyle (\mathbf {A} \otimes \mathbf {B} )\otimes \mathbf {C} =\mathbf {A} \otimes (\mathbf {B} \otimes \mathbf {C} ),}.

kjer je 
- - {\displaystyle A\,} matrika
  - {\displaystyle B\,} matrika
  - {\displaystyle C\,} matrika
  - {\displaystyle k\,} skalar

### Komutativnost
Kroneckerjev produkt ni komutativen. To pomeni da sta matriki {\displaystyle A\otimes B\,} in {\displaystyle B\otimes A\,} različni. To se zapiše kot :{\displaystyle A\otimes B\neq B\otimes A}. Sta pa obe matriki permutacijsko ekvivalentni. To pomeni, da obstajata dve matriki {\displaystyle P\,} in {\displaystyle Q\,} tako, da je:
{\displaystyle \mathbf {A} \otimes \mathbf {B} =\mathbf {P} \,(\mathbf {B} \otimes \mathbf {A} )\,\mathbf {Q} \,}.
Č e pa sta matriki {\displaystyle A\,} in {\displaystyle B\,} kvadratni, potem sta {\displaystyle A\otimes B\,} ali pa {\displaystyle B\otimes A\,} permutacijsko podobni, kar pomeni, da je {\displaystyle P=Q^{T}\,}.

### Mešani produkt
Če so matrike {\displaystyle A\,}, {\displaystyle B\,},  {\displaystyle C\,} in {\displaystyle D\,}  takšne, da se lahko določi {\displaystyle AC\,} in {\displaystyle BD\,}, potem velja tudi:
{\displaystyle (\mathbf {A} \otimes \mathbf {B} )(\mathbf {C} \otimes \mathbf {D} )=\mathbf {AC} \otimes \mathbf {BD} }.

### Transponiranje
Transponiranje Kroneckerjevega produkta da:
{\displaystyle (A\otimes B)^{T}=A^{T}\otimes B^{T}}.

### Druge lastnosti
- konjugiranje komplesne matrike da:

{\displaystyle {\overline {A\otimes B}}={\overline {A}}\otimes {\overline {B}}}.
- adjungirana matrika je enaka:

{\displaystyle (A\otimes B)^{*}=A^{*}\otimes B^{*}}
- sled je za kvadratne matrike enaka:

{\displaystyle \mathrm {sl} (A\otimes B)=\mathrm {sl} (A)\cdot \mathrm {sl} (B)}
- za rang velja:

{\displaystyle \mathrm {rank} (A\otimes B)=\mathrm {rank} (A)\cdot \mathrm {rank} (B)}
- če ima matrika {\displaystyle A\,} razsežnost {\displaystyle n\times n\,} in matrika {\displaystyle B\,} razsežnost {\displaystyle m\times m\,}, potem za determinanto velja:

{\displaystyle \det(A\otimes B)={\det }^{m}(A)\,{\det }^{n}(B)}
- če so {\displaystyle (\lambda _{i})_{i=1..n}\,} lastne vrednosti matrike {\displaystyle A\,} in {\displaystyle (\mu _{j})_{j=1..m}\,} lastne vrednosti matrike {\displaystyle B\,}, potem so:

{\displaystyle (\lambda _{i}\,\mu _{j})_{i=1..n \atop j=1..m}} lastne vrednosti matrike {\displaystyle A\otimes B}
- kadar sta matriki {\displaystyle A\,} in {\displaystyle B\,} obrnljivi velja tudi:

{\displaystyle (A\otimes B)^{-1}=A^{-1}\otimes B^{-1}}
- kadar imajo matrike {\displaystyle A,B,C\,} in {\displaystyle D\,} razsežnosti:
  - {\displaystyle A:m\times n\,}
  - {\displaystyle B:p\times q\,}
  - {\displaystyle C:n\times r\,}
  - {\displaystyle D:q\times s\,}

in sta matriki {\displaystyle AC\,} in {\displaystyle BD\,} definirani, potem velja
{\displaystyle AC\otimes BD=>(A\otimes B)(C\otimes D)}